# Eferding
Eferding là đô thị, thủ phủ của huyện Eferding nước Áo. Đô thị này có diện tích 2,81 km², dân số thời điểm ngày 31 tháng 12 năm 2005 là 3543 người. Đô thị này nằm ở bang Oberösterreich. Giáo đường Eferding (Stadtpfarrkirche Eferding) được xây theo phong cách kiến trúc hậu gô tích, giai đoạn xây dựng 1451-1505. Lâu đài Starhemberg được xây vào thế kỷ 13.